# Tan Kim Her
Tan Kim Her (* 27. November 1971) ist ein ehemaliger malaysischer Badmintonspieler. 

## Karriere
Tan Kim Her nahm 1996 an Olympia teil. Dabei schaffte er es bis ins Halbfinale des Doppels gemeinsam mit Soo Beng Kiang. Das Spiel um Platz 3 verloren sie jedoch. 1991 hatte Tan Kim Her bereits die Dutch Open gewonnen. Bei den Südostasienspielen 1993 holte er zweimal Bronze. Ein Jahr später stand er bei den Swiss Open im Finale.

## Erfolge
| Saison | Veranstaltung     | Disziplin    | Platz | Name                         |
| ------ | ----------------- | ------------ | ----- | ---------------------------- |
| 1992   | Dutch Open        | Herrendoppel | 1     | Tan Kim Her / Yap Kim Hock   |
| 1993   | Südostasienspiele | Herrendoppel | 3     | Tan Kim Her / Yap Kim Hock   |
| 1993   | Südostasienspiele | Mixed        | 3     | Tan Kim Her / Tan Lee Wai    |
| 1994   | Swiss Open        | Herrendoppel | 2     | Yap Kim Hock / Tan Kim Her   |
| 1996   | Olympia           | Herrendoppel | 4     | Soo Beng Kiang / Tan Kim Her |
| 1997   | India Open        | Mixed        | 3     | Tan Kim Her / Chor Hooi Yee  |
| 1997   | India Open        | Herrendoppel | 3     | Tan Kim Her / Lee Chee Leong |